# West Stow
West Stow est un village et une paroisse civile du Suffolk, en Angleterre. Il est situé à quelques kilomètres au nord de la ville de Bury St Edmunds. Administrativement, il relève du district de St Edmundsbury. Au moment du recensement de 2011, il comptait 174 habitants.

## Histoire
Des fouilles archéologiques menées à West Stow ont découvert un village d'une soixantaine de maisons occupé durant les premiers siècles de la période anglo-saxonne, entre 450 et 600 environ. Après les fouilles, le village a été reconstitué durant la seconde moitié du XXe siècle, dans l'idée d'en apprendre davantage sur les méthodes de construction employées à l'époque anglo-saxonne. Ce projet d'archéologie expérimentale constitue depuis 1999 un musée en plein air ouvert au public.

## Dans la culture populaire
Le fanfilm Born of Hope (2009) a été tourné en grande partie dans le village anglo-saxon de West Stow.